# Cortín

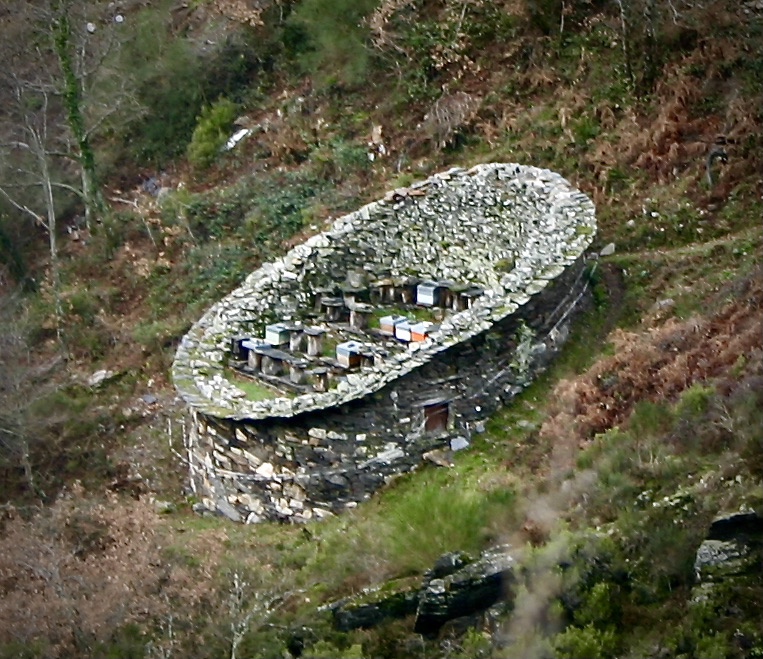
Cortín à Ibias, dans les Asturies.

Un cortín est une construction typique d'Espagne et notamment des Asturies qui se présente sous la forme d'un mur circulaire en pierre sèche visant à protéger les ruches qui sont à l'intérieur des attaques d'ours.